# تپه و گورستان کزی زر خراپه
تپه و قبرستان کزی زر خراپه مربوط به سدهٔ ۸–۶ ه.ق است و در شهرستان پیرانشهر، بخش لاجان، دهستان لاهیجان شرقی، روستای خراپه واقع شده و این اثر در تاریخ ۲۵ آبان ۱۳۸۷ با شمارهٔ ثبت ۲۳۵۲۲ به‌عنوان یکی از آثار ملی ایران به ثبت رسیده است.